# Paralarinia agnata
Paralarinia agnata är en spindelart som beskrevs av Manfred Grasshoff 1970. Paralarinia agnata ingår i släktet Paralarinia och familjen hjulspindlar.
Artens utbredningsområde är Kongo. Inga underarter finns listade i Catalogue of Life.